# Wolkenburger Revier
Wolkenburger Revier ist ein zusammenfassender Oberbegriff für ein historisches Erzbergbaugebiet in Westsachsen. Er bezeichnet nicht einen eigenständigen Bergamtsbezirk, wie etwa das Annaberger Revier oder das Schneeberger Revier. Es befindet sich an der Zwickauer Mulde zwischen den Ortsteilen der Stadt Limbach-Oberfrohna Herrnsdorf im Norden, Uhlsdorf im Südosten sowie des Ortsteils Niederwinkel der Stadt Waldenburg im Südwesten. Im Zentrum befand sich bereits im Mittelalter eine Bergarbeiteransiedlung, die als „Ullrichsberg“ in mehreren Urkunden des 14. Jahrhunderts erwähnt wird. Darauf geht die heutige, umgangssprachliche Bezeichnung „Ullersberg“ der Anhöhe am Ostufer der Zwickauer Mulde zurück.
Geologisch befindet sich das Wolkenburger Revier an der Südwestspitze des Sächsischen Granulitgebirges und gehört daher nicht zum Erzgebirge, von dem es durch das Erzgebirgsbecken getrennt ist. Das „Herrnsdorfer Joch“ bildet den südwestlichsten Punkt, an dem der Granulit zutage ausstreicht. Abgebaut wurden Kupfer- und silberhaltige Bleierze.
Die namensgebende Schloss Wolkenburg wurde in der zweiten Hälfte des 12. Jahrhunderts auf einem Bergsporn am Westufer der Zwickauer Mulde errichtet. Wolkenburg gehörte vom 12. bis Mitte des 14. Jahrhunderts zur Herrschaft Colditz im Pleißenland und lag damit außerhalb der wettinischen Mark Meißen. Erst 1351 sicherten sich die Markgrafen zu Meißen im Zusammenhang mit dem Zerfall des Pleißenlandes die Verfügungsgewalt über die Münzrechte am Wolkenburger Bergbau.
Im 16. Jahrhundert blühte der Bergbau erneut auf und wurde zu dieser Zeit durch das Bergamt Marienberg verwaltet. Aus dieser Betriebsphase sind wenigstens 26 Grubennamen überliefert, jedoch blieb keine einzige Karte zur Lage dieser Gruben bis heute erhalten. Mit zahlreichen Unterbrechungen nach dem Dreißigjährigen Krieg währte der Bergbau noch bis zum Anfang des 19. Jahrhunderts.

## Geologie
Das Granulitmassiv nimmt eine etwa 50 km lange und bis zu 30 km breite, elliptisch geformte Fläche ein, die ungefähr durch die Städte Hohenstein-Ernstthal, Waldenburg, Penig, Rochlitz, Döbeln, Roßwein, Nossen und Frankenberg umrissen wird. In den Randbereichen, insbesondere im Südwestteil des Granulitmassives bei Hohenstein-Ernstthal, stehen neben Granuliten und Gneisen auch Metabasite an (Serpentinite, Gabbros, Amphibolite) an.
Während der variszischen Gebirgsbildung wurde das Granulitmassiv emporgehoben. Dabei entstanden an mehreren Stellen im Granulitgebiet auch Intrusionen verschiedener Granite und pegmatitische Gesteinsgänge. Einige Kilometer nordöstlich bildet der Rochlitzer Berg heute eine markante Geländeerhebung und Zeichen des postvariszischen Magmatismus.
Gleichzeitig setzten Abtragung und Sedimentation in den dazwischenliegenden Becken ein. Bis auf eine Restscholle im Bereich des Ullersberges wurde das Deckgebirge des Granulits im Südwesten völlig abgetragen. Übrig blieb nur ein „Schiefermantel“ jüngerer Gesteine, von dem es ringartig umschlossen wird. Da die quarzreichen Gesteine des Schiefermantels der Randzone schwerer verwittern als der feldspathaltige Granulit der Innenfläche, erhebt er sich ringwallartig um das Granulitgebiet. Dieser Schieferwall wird im Südwesten deutlich an einem Höhenzug, der sich von Oberrabenstein bis nach Langenberg bei Hohenstein-Ernstthal zieht.
Das Granulitgebiet ist dagegen relativ eben, wurde im Pleistozän von der elsterkaltzeitlichen Vereisung überfahren und wird heute durch Flüsse und größere Bäche zertalt. Während in Waldenburg die Zwickauer Mulde noch eine breite Talaue durchfließt, beginnt bei Niederwinkel kurz vor Wolkenburg das wildromantische Tal des mittleren Muldengebietes, das sich ungefähr bis nach Rochlitz von Südwesten nach Nordosten durch das Granulitmassiv erstreckt.
Während der letzten Phase der variszischen Tektogenese (Saalische Phase) kam es zu weiteren Störungen. Im Gesteinskörper des Granulits und vor allem seines Schiefermantels entstanden Spalten, in denen sich sulfidische Erze mit ihren Begleitmineralien (Gangarten) absetzten. Im Wesentlichen kamen in Wolkenburg zwei Typen von Blei-Zink-Silber-Lagerstätten vor:
- die barytische Bleierzformation (fba) mit silberarmen, antimonreichen Fahlerz (Tetraedrit) und den Gangarten Schwerspat (Baryt), Quarz und Hornstein, Braunspat (Ankerit) und Kalkspat (Calzit), sowie
- die kiesig-blendige Formation (kb) mit Kupferkies (Chalkopyrit), Bleiglanz (Galenit), Arsenkies (Arsenopyrit), Schwefelkies (Pyrit, Markasit) und den Gangarten Quarz und Baryt

Kupferkies, Fahlerz und Bleiglanz bildeten die Haupterzminerale. Die Paragenese entspricht jedoch nicht voll der für die stehenden Gänge in Freiberg typischen kb-Formation. Eine Besonderheit in Wolkenburg stellt das völlige Fehlen von Fluorit dar, auch Zinkblende (Sphalerit) tritt hier nicht auf. Soweit heute anhand von wenigen Funden auf Haldenresten und bei der Aufwältigung noch nachvollziehbar, war das Gangmaterial hauptsächlich brekkziös mit derben Gemengen der Erzminerale ausgebildet. Die Mineralisation zeigt sich heute nur noch anhand von Sekundärmineralen, wie Malachit, Azurit (Kupferkarbonate) und Cerussit (Bleikarbonat), selten Pyromorphit (Bleiphosphat). Mineralfunde sind heute nicht mehr möglich.
Die meisten Erzgänge besaßen nur geringe Erstreckung und unterschiedliches Streichen. Im Herrnsdorfer Teilbereich bilden sie ein Netz aus Spat- und Morgengängen, in Niederwinkel kommen auch stehende Gänge vor. Das Einfallen ist teilweise sehr flach (40°) und zumeist in westliche Richtung orientiert. Der Verlauf dürfte sich zumeist auf laterale Spannungen im Grenzbereich des Granulits, Staffelbrüche und Abrutschung von Schollen des Schiefermantels bei der Hebung des Granulits zurückführen lassen.
Auch am Südrand des Granulitgebirges bei Hohenstein-Ernstthal wurden mindestens ab 1500 stehende Gänge auf Arsenkies und silberhaltige Fahlerze abgebaut (St. Lampertus Fundgrube, Wille Gottes Fundgrube). In diesen Gängen kam ferner Gold vor, das vermutlich auch im „Goldbach“ als Seifengold gewonnen wurde.
Im Herrnsdorfer Bach wurden im 16. Jahrhundert ebenfalls Goldseifen verliehen.
Die Metabasite verwittern unter Bildung von nickelhaltigen Silikaten (Garnierit u. a.), wurden von den 1960er Jahren bis 1990 bei Callenberg im Tagebau abgebaut und in St. Egidien verhüttet. Mit der Entdeckung des Blei-Chromates Krokoit in den Nickelerztagebauen wurde auch das Interesse am mittelalterlichen Silberbergbau wieder belebt.

## Geschichte

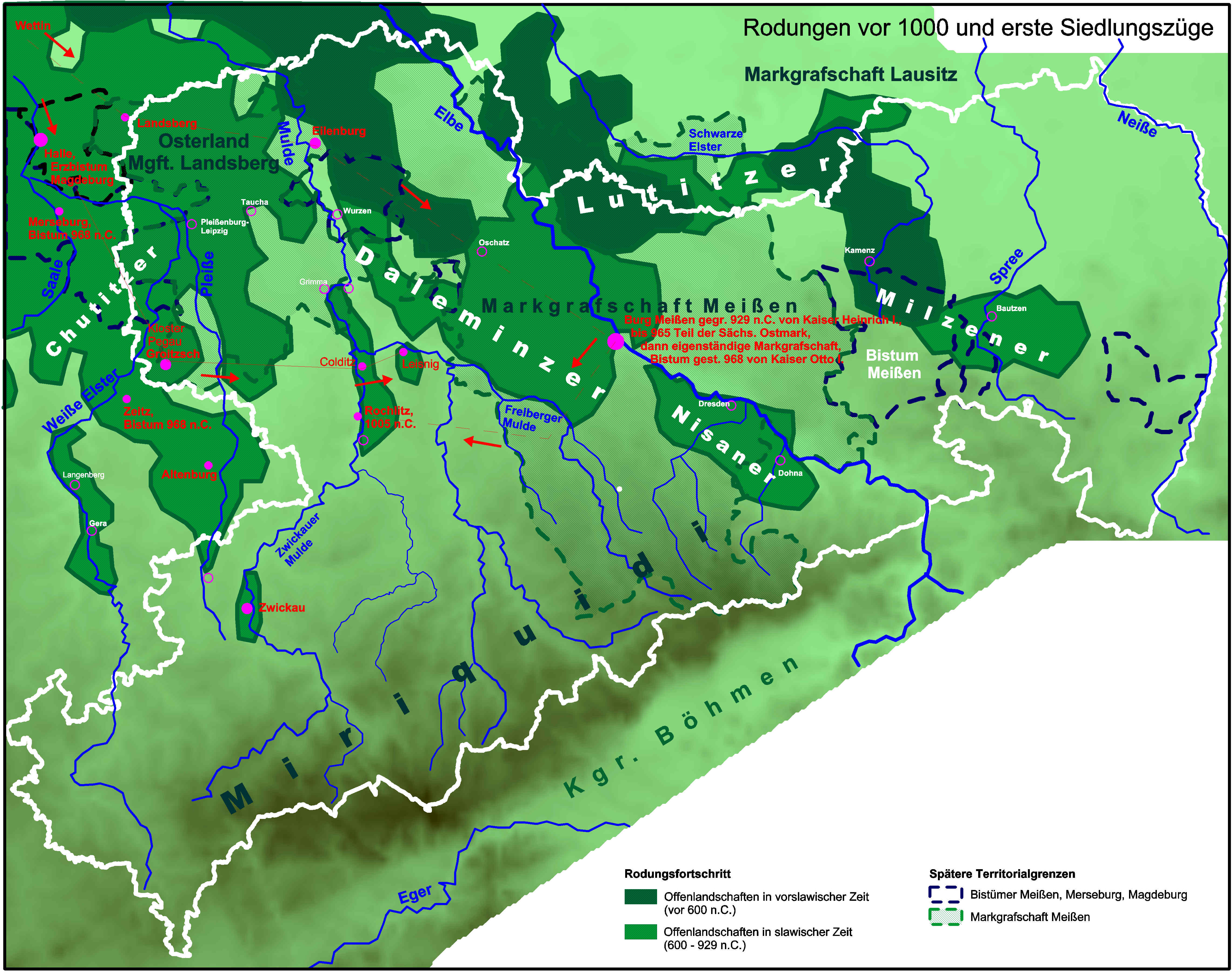
Überwiegend slawisch besiedelte Offenländer im Erzgebirgsvorland vor Beginn der Rodungen

Die Region an der Zwickauer Mulde gehört zum Altsiedelland nördlich des „Miriquidi“. Bereits in slawischer Zeit (zwischen 600 und 900 n.C.) waren hier Gaue, unter anderem in Zwickau und zwischen Colditz und Rochlitz an der Zwickauer Mulde, entstanden.
Die Sachsenkaiser und die Markgrafen als deren wichtigste Lehnsträger begannen nach der Jahrtausendwende mit der Ansiedlung von Bauern in den Ostmarken. Neben Markgrafschaft und Bistum Meißen an der Oberelbe wurden auch an der Ostgrenze Thüringens von Otto I. 968 n.C. mit den Bistümern Zeitz und Merseburg neue Verwaltungszentren begründet. In dieser ersten Phase ist Wiprecht von Groitzsch, der Ältere (um 1050 bis 1124) hervorhebenswert, auf den u. a. die Gründung von Leisnig zurückgeführt wird.
Im 12. Jahrhundert wurden Rodung und Besiedlung erneut forciert. Dafür sorgten zum einen die Markgrafen, zum anderen auch die stauffischen Kaiser, ganz besonders Friedrich Barbarossa. Friedrich versuchte, ab 1150 in Mitteldeutschland zwischen den Pfalzen und Reichsstädten Nürnberg und Eger im Süden, Goslar und Erfurt im Westen, Tilleda und Magdeburg im Norden ein reichseigenes Territorium als Machtbasis eines vom Wahlkönigtum unabhängigen Kaiserhauses in den Ostmarken zu schaffen. Dabei bildeten sich mehrere Regionen (Regnitzland, Egerland, Vogtland) heraus, die zum Teil noch heute territorialen oder umgangssprachlichen Bestand haben, wie etwa das Vogtland. Auch die Gründung der Stadt Chemnitz als Kloster (1136) geht auf diese Zeit zurück.

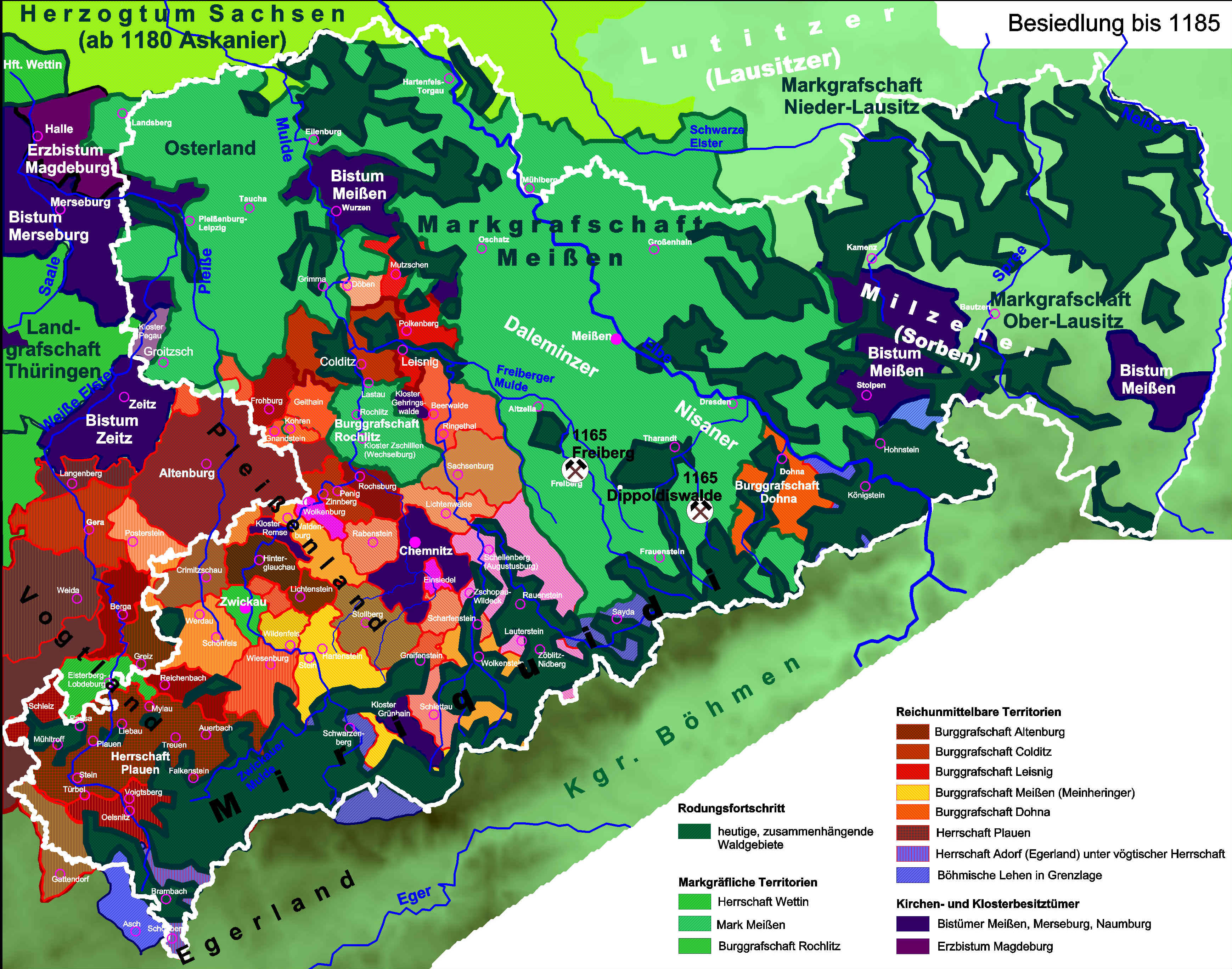
Reichsunmittelbare Herrschaften des Vogtlands und des Pleißenlandes um 1185

Zur Verwaltung der zahlreichen kleineren Herrschaften des zu dieser Zeit gebildeten Pleißenlandes setzte Friedrich in erster Linie Ministeriale und Angehörige des niederen Adels ein, die dadurch in ihrer Stellung zu reichsunmittelbaren Lehnsträgern aufrückten. Verwaltungszentrum des Pleißenlandes war Altenburg, wo die Heinrichinger als Landrichter eine den Vögten von Plauen vergleichbare Stellung einnahmen. Wolkenburg war eine dieser Herrschaften des Pleißenlandes und gehörte einer Nebenlinie derer von Colditz. Neben den Burggrafschaften Colditz und Leisnig umfasste das Pleißenland die Regionen zwischen Striegis und Zschopau im Osten (Sachsenburg, Schellenberg, Wolkenstein, Scharfenstein, Greifenstein) sowie östlich der Zwickauer Mulde bis an die Grenze zu Böhmen (Glauchau, Stollberg, Wildenfels, Hartenstein, Schlettau). Die Burggrafschaft Rochlitz war bereits 1143 an die Wettiner gekommen.
Grundlegend verändert wurde die Situation, als 1348 Karl, IV. aus dem Haus Luxemburg böhmischer König und Kaiser des deutschen Reiches wurde. Mit der Goldenen Bulle ordnete er das Wahlkönigtum neu und begrenzte die Zahl der Wahlberechtigten auf sieben Kurfürsten. Die Schaffung einer kaiserlichen Macht konnte daher auf die Stärkung der eigenen Hausmacht konzentriert werden und das Pleißenland wurde „überflüssig“. Infolge von Fehden, Verpfändungen und mittels offener militärischer Eroberung konnten danach die Wettiner bis zum Ende des 14. Jahrhunderts einen Großteil des Pleißenlandes unter ihre Oberhoheit bringen.
Karl, IV. bestätigte jedoch die Lehen mehrerer Herrschaften, die dadurch böhmische Lehen und dem Zugriff der Wettiner entzogen wurden (Glauchau, Lichtenstein). Auch dem letzten der Heinrichinger (Altenburg) bestätigte er noch einmal die gemeinsame Belehnung seiner Tochter nach ihrer Heirat mit Otto von Leisnig, übertrug das Pleißenland aber gleichzeitig an das Haus Wettin.

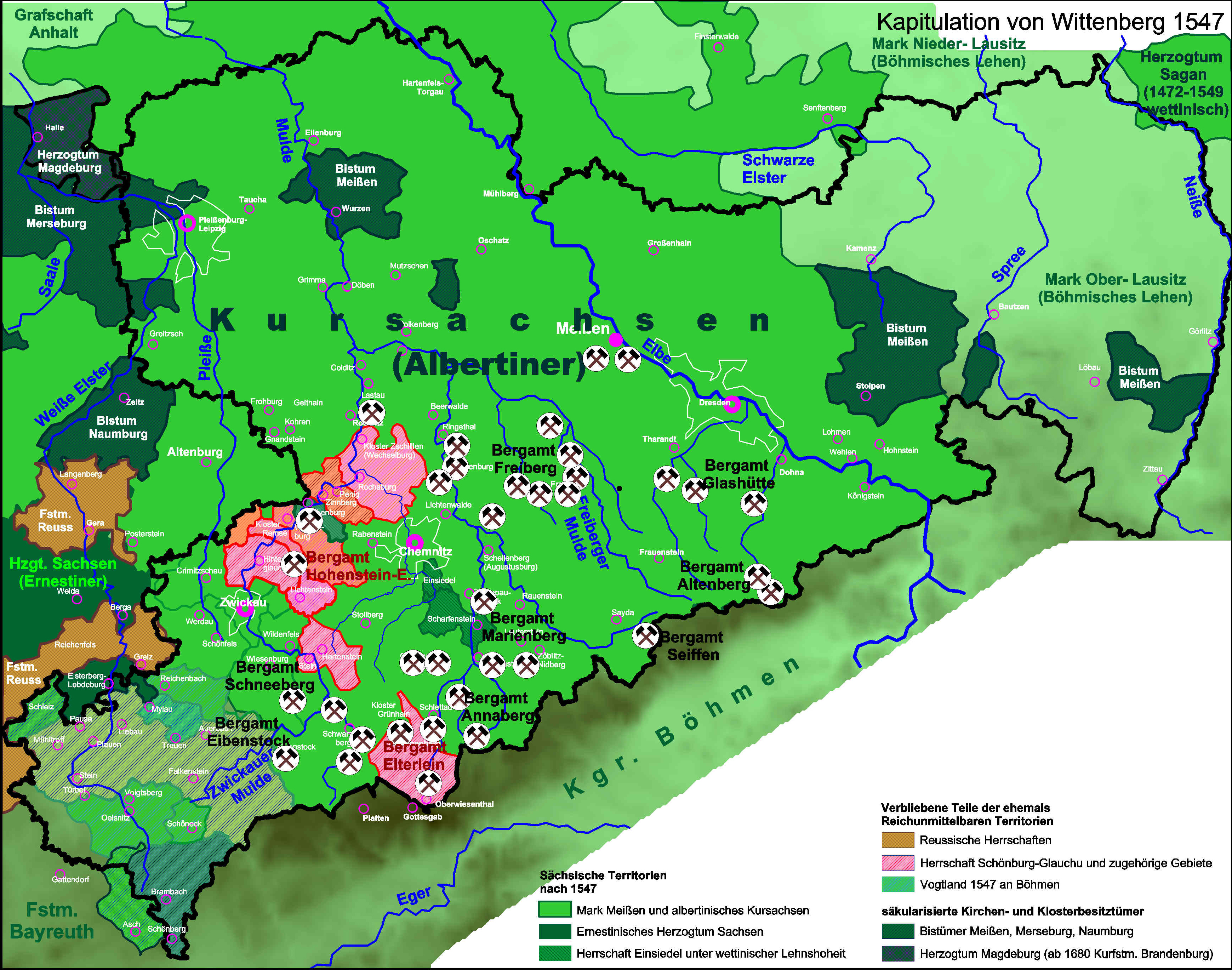
Verbliebene reichsunmittelbare Herrschaften im 16. Jahrhundert

Neben den Reußen in Ostthüringen gelang es im heutigen Sachsen daher nur der fürstlichen Linie der Schönburger, sich die reichsunmittelbare Stellung – fast gleichrangig neben den sächsischen Kurfürsten – bis über das Mittelalter hinaus (bis zum Hauptrezeß von 1740) zu bewahren.
Auch Wolkenburg kam damit unter wettinische Hoheit. So ist es nicht verwunderlich, dass die erste urkundliche Erwähnung des Bergbaus in dieser Region genau in diese Zeit (21. Januar 1351) fällt.

## Bergbaugeschichte

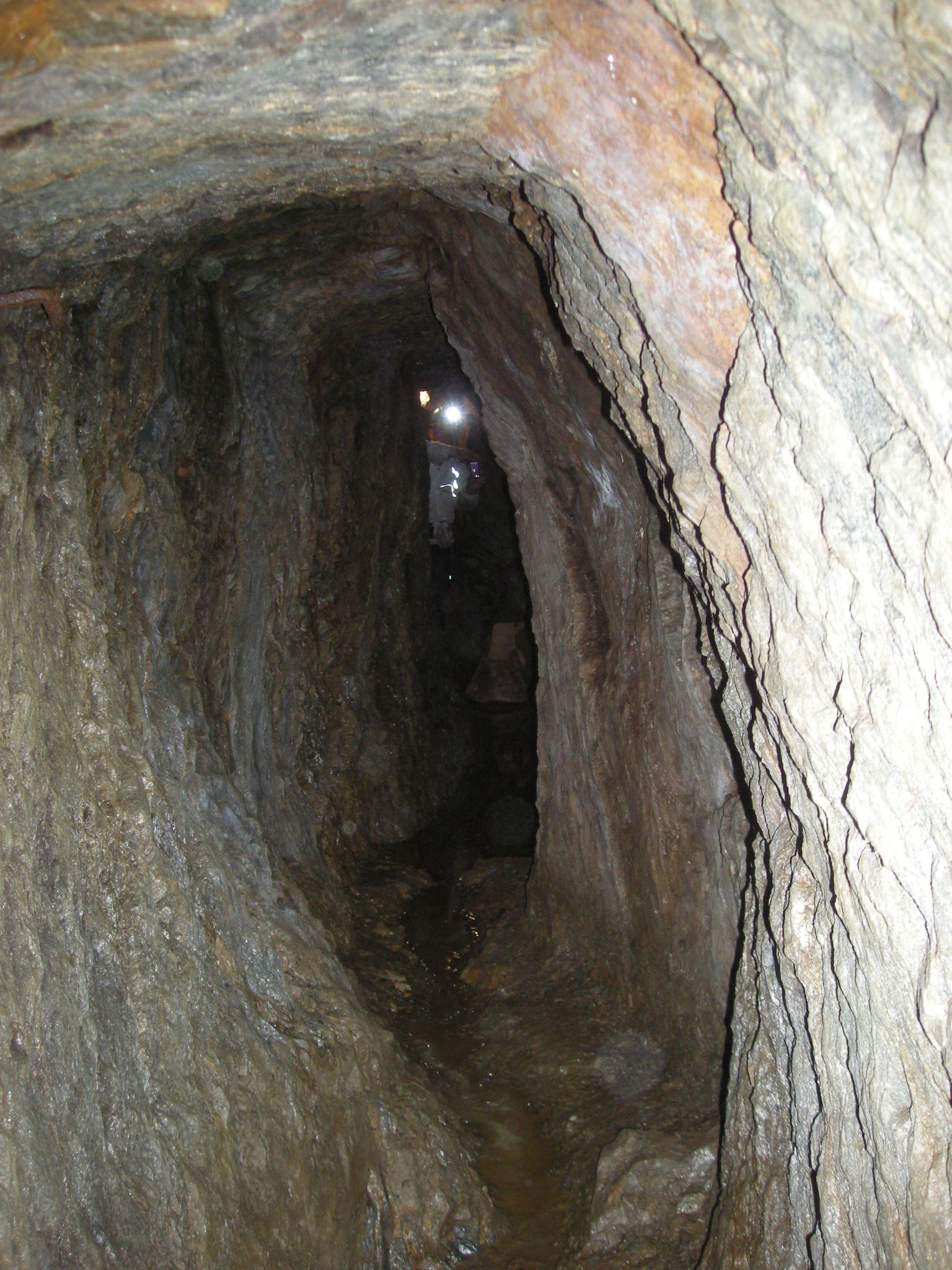
Geschlägelte Strecke in der St.-Anna-Fundgrube zu Wolkenburg

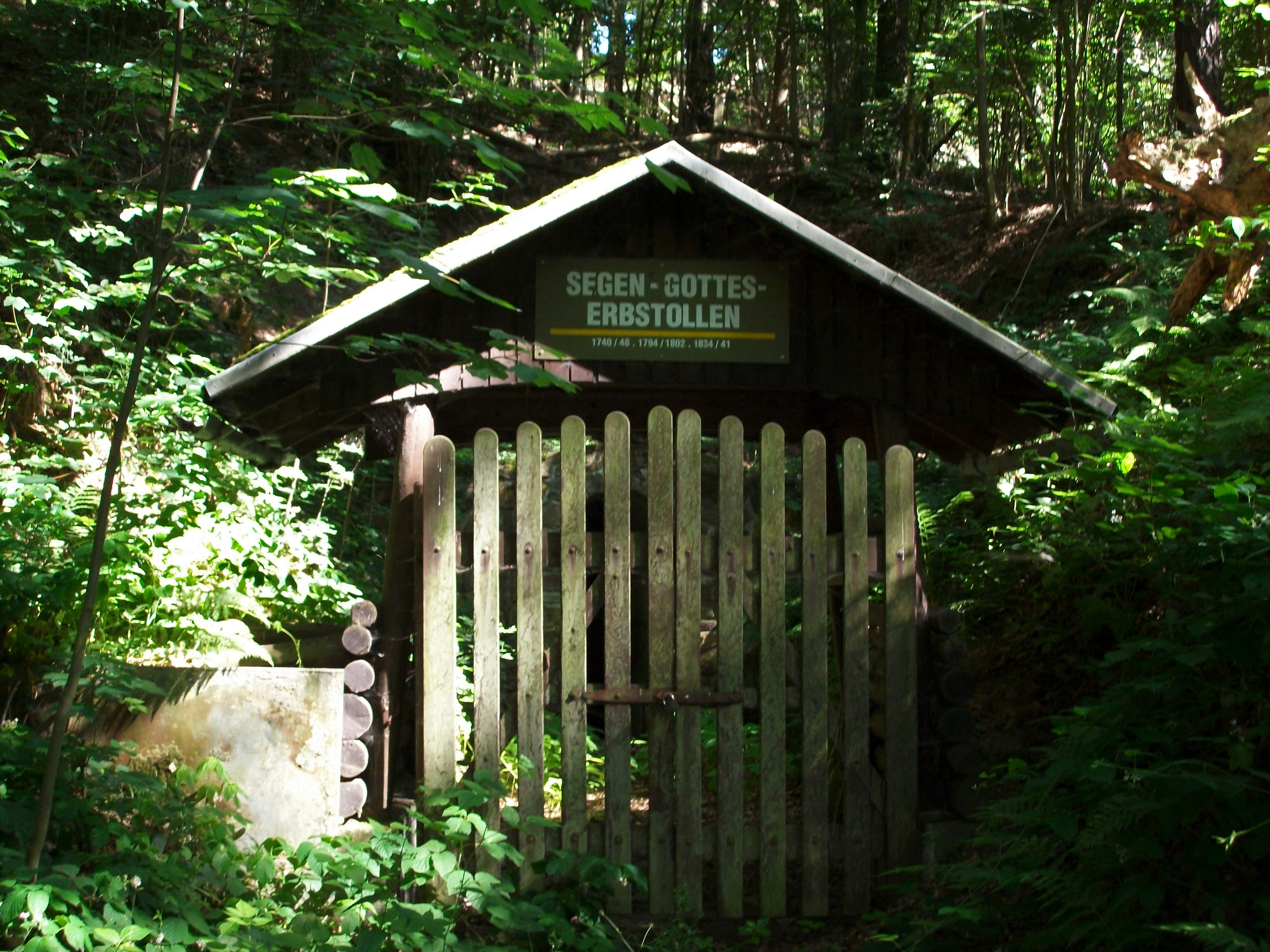
Segen Gottes Erbstolln (Niederwinkel), Mundloch

Freiberg war nicht der einzige frühe Bergbauort in Sachsen. In Dippoldiswalde begann der Bergbau archäologisch belegt zumindest in der gleichen Zeit. Friedrich Barbarossa und seine Lehnsträger haben mit Sicherheit ebenso auf Erzvorkommen in den neu gerodeten Ländereien geachtet. Über den Beginn des Bergbaus in Wolkenburg liegen jedoch keine urkundlichen Zeugnisse und bislang kaum archäologische Belege vor.
P. Albinus (1589) schreibt in seiner Meißnischen Land- und Bergchronik, dass am Vlrichsberg bey Pehnigk der Bergbau 1345 aufgenommen worden sei. Die im Juni 1989 durch die Kreisarbeitsstelle für Bodendenkmalpflege Mittweida auf dem Ullersberg durchgeführten montanarchäologischen Grabungen lassen die Anlegung einer Bergmannsiedlung bereits in der zweiten Hälfte des 13. Jahrhunderts vermuten. Unter dem Fundament der Burg, deren Existenz nach heutigen Erkenntnissen für den Zeitraum von 1300 bis etwa 1355 belegbar ist, fand sich bei den Grabungen ein Tagesschacht, der eindeutig dem frühen Bergbau des 13. Jahrhunderts zugeordnet werden muss.
Ab der Mitte des 14. Jahrhunderts ging die erste Blütezeit des Bergbaus in Wolkenburg zu Ende. Die Bergleute zogen in andere Gegenden ab. Vermutlich ab 1360 lag die Bergstadt auf dem Ullrichsberg wüst.
In einer Urkunde von 1390 verpachteten die Markgrafen von Meißen dem Freiberger Münzmeister Nickel von Meideburg das Bergwerk zum Ulrichsberg bei Wolkenburg und alle Bergwerke, die eine halbe Meile darum liegen, sowie das Bergwerk zum Bleiberg bei Frankenberg gegen eine jährliche Rente von 1200 Schock Groschen. Die vorgesehene Einführung von Wasserkünsten im Wolkenburger Bergbau ist jedoch nicht erfolgt, da die Gestehungskosten noch zu hoch waren. Nickel von Meideburg war danach von 1391 bis 1395 am Harzer Bergbau aktiv beteiligt.
Erst Ende des 15. bzw. Anfang des 16. Jahrhunderts begann eine zweite Blütezeit. Ausschlaggebend war zum einen das in den Händen der städtischen Bürgerschaften angesammelte Kapital, das Anlagemöglichkeiten suchte. Zum anderen brachte die Renaissance aus Oberitalien auch ein neues, wissenschaftliches Interesse an der Natur nach Deutschland. Nur beispielhaft seien Ulrich Rülein von Calw oder Georgius Agricola als bekannteste Autoren zum Bergbau aus dieser Zeit genannt. Die Einführung der Nasspochwerke erfolgte (in Wolkenburg durch S. von Maltitz 1519). Nicht zuletzt begann jetzt auch im obererzgebirgischen Kreis ein neuer Aufschwung durch die Entdeckung neuer Silbererzvorkommen in Schneeberg (1470), Annaberg (1496), Marienberg (1519), Joachimsthal (1525) oder Scheibenberg (1530).
Am Anfang des 16. Jahrhunderts erfuhren daher auch die alten Bergbaugebiete bei Wolkenburg eine Wiederbelebung. So ersuchte der Grundherr von Kaufungen, Hans von Maltitz, im Jahre 1519, die Freiheit für seine Bergwerke bei Kaufungen am Ulrichsberg. Während es in der zweiten Hälfte des 16. Jahrhunderts in anderen Bergbauzentren zu einem Rückgang des Silberbergbaus nach dem Abbau der tagesnahen Reicherze kam, waren in Wolkenburg von 1550 bis 1592 nachweislich vier Kupferzechen durchgehend in Betrieb. Diese Grubenunternehmen konnten mit dem Silberimport aus den spanischen Kolonien aber nicht konkurrieren. Vielen Gewerken fehlte das Kapital, insbesondere für die kostenintensiven Wasserhaltungsanlagen zum Betreiben der Tiefbaue, wie aus den Gesuchen der Gewerke aus dem Jahre 1592 hervorgeht.
Ein erneuter Niedergang des Bergbaus war in der ersten Hälfte des 17. Jahrhunderts im Verlaufe des Dreißigjährigen Krieges zu verzeichnen. Nachweislich waren von 1607 bis 1608 in Wolkenburg noch einige der alten Gruben in Betrieb, die jedoch bis 1616 völlig eingestellt wurden. Nach den Bemühungen des Richters von Wolkenburg, Andreas Cloß, Georg Heinrichs von Ende zu Wolkenburg und Hans Lösers zu Seelitz (bei Rochlitz) gelang es 1621, einige Gruben im Wolkenburger Revier wieder aufzuwältigen und für sie die zur Hammerschmiede umgebaute Schmelzhütte von Haubold von Ende zurückzukaufen. In den Verkaufsurkunden ist das „Berg- und Zechenhaus“ 1613 erstmals erwähnt. Leider fielen die Gruben 1625 erneut ins Bergfreie.
1713 mutete Christian Weinhold eine alte Zeche in Herrnsdorf unter dem neuen Namen „St. Anna-Fundgrube.“ Bereits ein Jahr später folgten die ersten Erzlieferungen. Doch zwei Jahre später fiel die Grube wieder ins Freie. 1720 bis 1724 wurden die Gruben bei Herrnsdorf unter Wachtmeister Johann Daniel Meyer, der gemeinsam mit Obrist-Wachtmeister Detlef Wilhelm v. Wahmer, besonders in Hohenstein, aber auch in Glauchau und Wolkenburg, alte Bergwerke wieder aufwältigte, betrieben. Im Jahre 1724 zog die Wache aber nach Dresden ab und der Bergbau bei Wolkenburg ruhte erneut, bis endlich 1730–1733 für wenige Jahre Chemnitzer Bürger unter Schichtmeister Sonntag aus Penig den Bergbaubetrieb weiterführten. Mangels einer Aufbereitungsanstalt und der damit verbundenen Kosten ruhte der Bergbaubetrieb danach wieder, bis 1737 der Bergmann Raymund Gottlob Kunze die alten Gruben bei Wolkenburg „…wieder rege machte.“
Ein Jahr später begann Steiger Kunze mit der Wiederaufwältigung der „Segen Gottes Fundgrube“ bei Niederwinkel. Der Vortrieb eines neuen, schließlich 226 Meter langen Erbstollns unter dem 1742 eingesetzten Schichtmeister J. G. Fuchß war die letzte größere Neuauffahrung im Revier, dauerte fast zehn Jahre und endete mit einem Misserfolg, da keine neuen Erzanbrüche angefahren wurden. Nach 1751 wurde dieser Bergbaubetrieb eingestellt.
Kurzzeitig erfolgten 1769/70 und danach von 1792/1801 mit mehreren Unterbrechungen und schließlich 1834 bis 1841 unter Eigenlöhnerschaft erneute Bergbauversuche, jedoch ohne nennenswerte Erfolge. Das trifft ebenso für andere Grubengebäude im mittleren Muldental, wie z. B. von 1828 bis 1831 für den Herrmann Hoffnungs Stolln in Thierbach/Zinnberg, zu.
In der zweiten Hälfte des 19. Jahrhunderts begann trotz des Einsatzes moderner Technik ein erneuter Niedergang des erzgebirgischen Bergbaus. Bedingt wurde dies durch die Einstellung der Silbergeldausprägungen (1872) sowie die in Deutschland im Zusammenhang mit der Reichsgründung eingeführte Goldwährung (1873). Das hatte zur Folge, dass auch ergiebige Gruben Anfang des 20. Jahrhunderts schließen mussten (Hohenstein-Ernstthal 1910, Freiberg 1913).
Ein letztes Mal erinnerte man sich 1943 an die alten Gruben bei Wolkenburg. Im Rahmen der Auslagerung kriegswichtiger Produktion aus der Reichweite der alliierten Bomber sollten u. a. auch in der Wolkenburger Papierfabrik Teile für die Flugzeugproduktion in Dessau hergestellt werden. Vorsichtshalber begann man deshalb auch, einen der noch vorhandenen Stolln gegenüber der Papierfabrik aufzuwältigen und zu einem Luftschutzraum auszubauen. Die Anlage wurde aber vor Kriegsende nicht mehr fertig.

## Erhaltene Zeugnisse

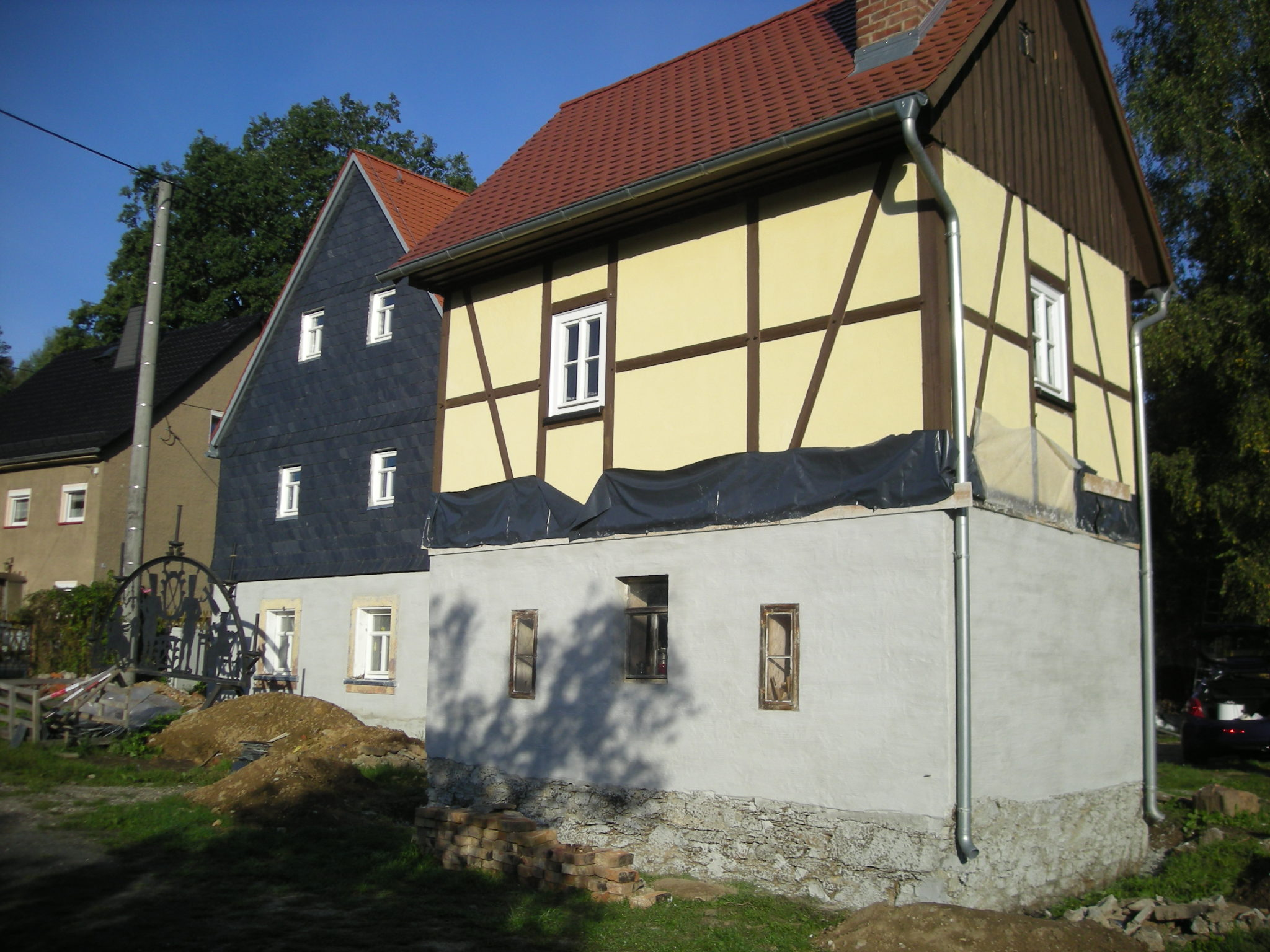
Das erhaltene Gebäudeensemble des ehemaligen Amtshauses in Wolkenburg während der Sanierung 2013

In der Bevölkerung war die Erinnerung an die Bergbaugeschichte längst erloschen. Die letzten halbverschütteten Zugänge zu den Gruben waren noch als „Fuchslöcher“ bekannt.
Seit 1980 beschäftigt sich die AG Altbergbau & Geologie Westsachsen e. V. damit, die Vergangenheit wieder ans Licht zu holen.
Die hochmittelalterliche Wüstung auf dem Ullersberg ist durch die landwirtschaftliche Nutzung der Hochfläche bedingt auf eine Fläche von zirka einem halben Hektar geschrumpft und viel schlechter erhalten, als die derselben Zeit entstammende Wüstung auf dem Treppenhauer bei Frankenberg. Beide sind Bodendenkmal und Grabungen bleiben den Archäologen vorbehalten.
Bereits 1982 konnte der unweit von Niederwinkel bei Waldenburg am Südwestabhang des Ullersberges gelegene Segen Gottes Erbstolln erstmals von Besuchern befahren werden. Der etwas abseits vom Muldental-Radwanderweg gelegene Stolln ist seit 2012 Standort eines Breitbandseismometers des Thüringer Seismologischen Netzes (TSN) der FSU Jena und dem Thüringer Landesamt für Umwelt, Bergbau und Naturschutz (TLUBN) kann deshalb nur auf Voranmeldung und nur in den Sommermonaten besucht werden. Der Stolln wurde lediglich beräumt und fahrbar gemacht, sonst aber im Zustand des 18. Jahrhunderts belassen. Daher ist bergbautaugliche Ausrüstung für eine Befahrung erforderlich.

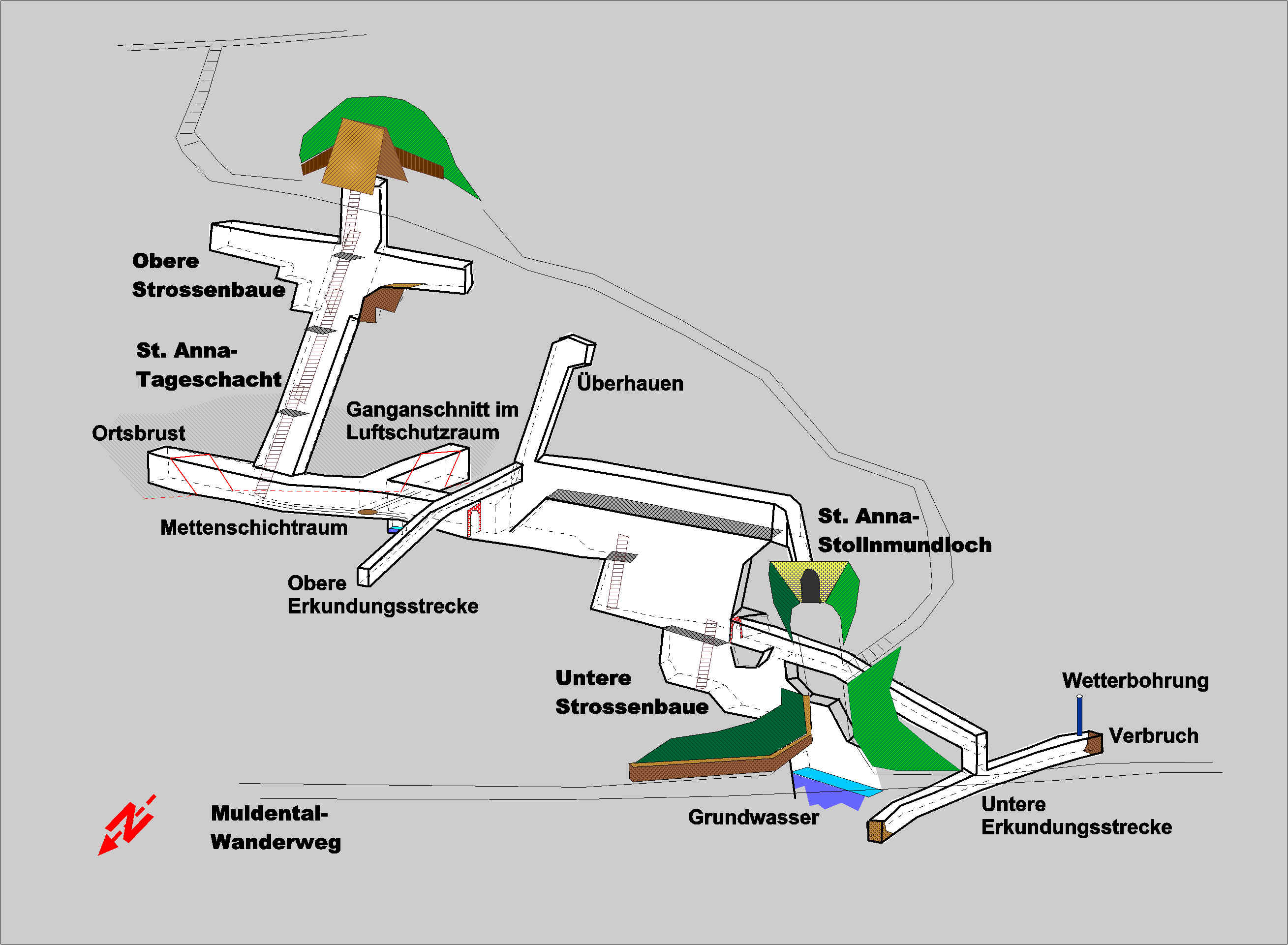
Schematisches Raumbild des Besucherbergwerks St. Anna Fundgrube

Die montanarchäologischen Arbeiten der AG konzentrieren sich seit 1994 auf den nordwestlichen Teil des Reviers bei Herrnsdorf. Hier wurde die St. Anna Fundgrube sukzessive als Besucherbergwerk hergerichtet. Im Besucherbergwerk St. Anna Fundgrube überschneiden sich Abbauformen des 14., des 16. und des 20. Jahrhunderts. Dieses Bergwerk ist an den Öffnungstagen für Besucher ohne besondere Voraussetzungen zugänglich, festes Schuhwerk und bergbautaugliche Kleidung sind angebracht. Parallel wird an der Freilegung weiterer Bergbauanlagen gearbeitet.
Von 2008 bis 2014 wurde das ehemalige Bergamtshaus in Herrnsdorf mit Unterstützung der Stadt und Fördermitteln restauriert und vor dem Verfall bewahrt.